# لاسلو باردوشی
لاسلو باردوشی (انگلیسی: László Bárdossy; ۱۰ دسامبر ۱۸۹۰ – ۱۰ ژانویهٔ ۱۹۴۶) دیپلمات و سیاستمدار اهل مجارستان بود که از آوریل ۱۹۴۱ تا مارس ۱۹۴۲ به عنوان نخست‌وزیر مجارستان خدمت کرد. او یکی از طراحان اصلی مشارکت مجارستان در جنگ جهانی دوم بود.

## زندگی‌نامه
لاسلو باردوشی در ۱۰ دسامبر ۱۸۹۰، در شهر سومبات‌هی به دنیا آمد. او پس از اتمام تحصیلات حقوقی خود در سال ۱۹۱۳، وارد خدمات دولتی مجارستان شد. در سال ۱۹۲۴، مدیر بخش مطبوعات وزارت خارجه شد. در سال ۱۹۳۰، به سمت منشی سفارت در لندن منصوب شد. و در سال ۱۹۳۴، به عنوان سفیر در رومانی منصوب شد. در اوایل سال ۱۹۴۱، دریاسالار میکلوش هورتی، رئیس دولت مجارستان، او را به عنوان وزیر امور خارجه منصوب کرد. در دسامبر ۱۹۴۰، مجارستان یک معاهده دوستی ابدی با یوگسلاوی منعقد کرده بود. درخواست آدولف هیتلر برای کمک مجارستان در تهاجم به یوگسلاوی و حمایتی که باردوشی در محافل سیاسی مجارستان داشت، نخست‌وزیر پال تلکی را در آوریل ۱۹۴۱، به خودکشی سوق داد. و جانشین او باردوشی بود.
باردوشی به امید بازپس‌گیری دلودیک (یک قلمرو سابق مجارستان که پس از معاهده تریانون[۱۹۲۰] بخشی از یوگسلاوی شده بود)، به نیروهای آلمانی اجازه داد تا از مجارستان عبور کنند. پس از جدایی کرواسی از یوگسلاوی، باردوشی با توافق هورتی با آلمان متحد شد و به حمله این کشور به یوگسلاوی پیوست. در ۲۲ ژوئن ۱۹۴۱، آلمان به اتحاد جماهیر شوروی حمله کرد. چهار روز بعد هواپیما با نشان شوروی شهر کاسا (کوشیتس) را بمباران کرد که پس از اولین مشورت وین (۱۹۳۹) توسط مجارستان مجدداً از اسلواکی ضمیمه شد. دولت شوروی هر گونه دخالت در این حادثه را رد کرد و شرایط این حادثه نامشخص است. با این حال، باردوشی با استفاده از آن به عنوان بهانه، در ۲۷ ژوئن به اتحاد جماهیر شوروی اعلان جنگ داد. در ۱۱ دسامبر مجارستان نیز به ایالات متحده آمریکا اعلام جنگ کرد.
باردوشی در آغاز سال ۱۹۴۲، دستور اعزام ارتش دوم مجارستان به جبهه شوروی را صادر کرد. باردوشی همچنین قانون بدنام سوم یهودی را اعلام کرد که ازدواج بین مسیحیان و یهودیان را ممنوع می‌کرد. دیدگاه باردوشی مبنی بر اینکه قدرت‌های محور در جنگ پیروز خواهند شد، مورد قبول هورتی نبود و او در مارس ۱۹۴۲، باردوشی را برکنار کرد. باردوشی سپس به عنوان رئیس اتحادیه تجاری متحد به سیاست طرفدار آلمان ادامه داد. در ۱۳ نوامبر ۱۹۴۵، دادگاه مردمی در بوداپست او را به جنایات جنگی محکوم کرد و به همین دلیل اعدام کرد.